# François Empain

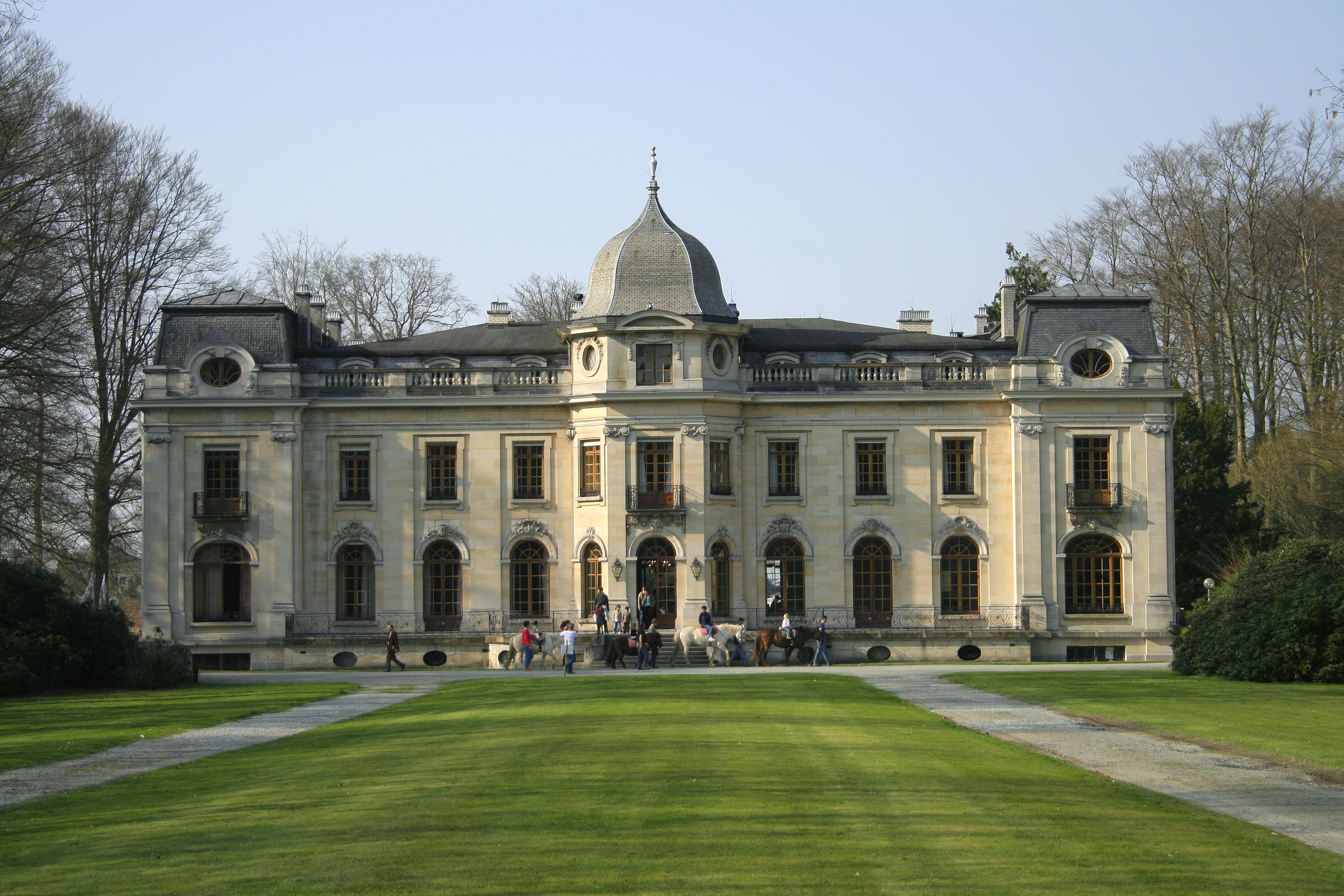
Het kasteel Empain in Edingen

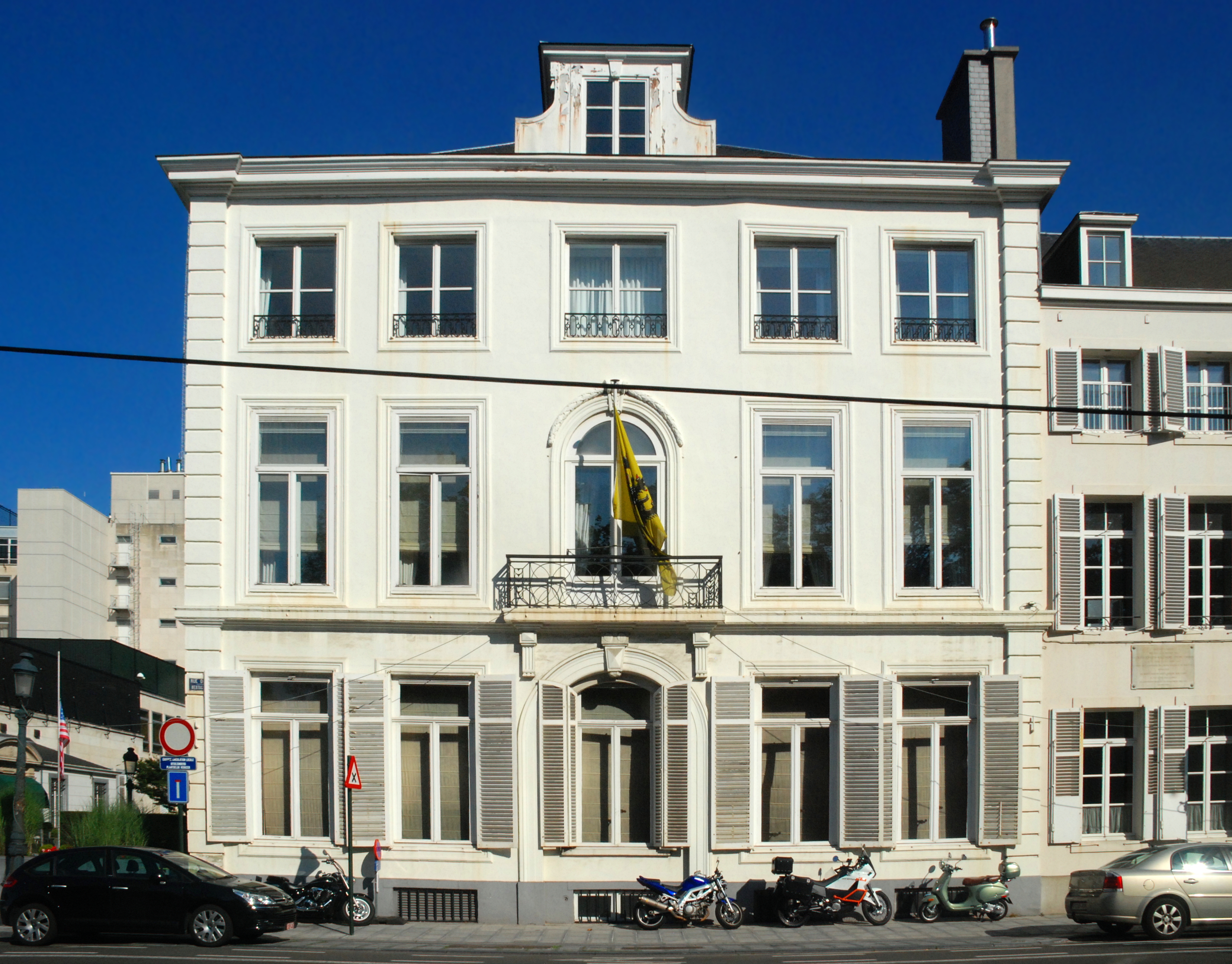
Het Hotel Empain in de Zinnerstraat - Hertogstraat

Louis François Joseph Empain (Tongre-Notre-Dame, 25 juni 1862 – Brussel, 28 januari 1935) was een Belgisch ondernemer en politicus voor de Katholieke Partij.

## Levensloop
Empain was de tweede zoon van François-Julien Empain en Catherine Lolivier, en de broer van Édouard Empain (1852-1929), die in 1907 erfelijke adel verkreeg, met een baronstitel voor hem en bij eerstgeboorte overdraagbaar. Louis-François Empain kreeg op zijn beurt adellijke status in 1913, met baronstitel in 1921.
Hij was het jaar voor zijn adelsverheffing, op 19 maart 1912, getrouwd met Ghislaine Descantons de Montblanc (1888-1976), de derde van de acht kinderen van baron (in 1921 graaf) Ernest Descantons de Montblanc (1838-1925) en van Marguerite de Beughem (1866-1946). Hij was toen vijftig, zij vierentwintig. Ze kregen drie dochters en een zoon, Édouard-François Empain (1914-1984). Deze zoon is niet te verwarren met zijn neef, baron Édouard-Jean Empain (1937), die hij in 1954 adopteerde. Door zijn huwelijk kon de nog niet geadelde burger Empain bogen op heel wat adellijke connecties met klinkende namen, in een tijd toen dit er nog toe deed. Onder zijn schoonbroers telde hij luitenant-generaal baron Charles de Rennette de Villers-Perwin, baron Victor van der Linden d'Hooghvorst, baron Charles Descantons de Montblanc, pauselijk graaf en jonkheer Gaston de Ramaix, en jonkheer Roger de Thibault de Boesinghe
Beroepshalve werd Louis-François de voornaamste medewerker en vennoot van zijn broer Edouard, de oprichter van de Groep Empain. Hij promoveerde tot doctor in de rechten en doctor in de politieke en sociale wetenschappen. In voorbereiding op het voorgenomen prestigieuze huwelijk met een adellijke dame, spande de tweede zoon van een eenvoudige dorpsonderwijzer zich in om zijn standing hoger op te drijven. Hij kocht in 1907 een hotel uit 1780, eigendom van een prinses d'Arenberg, echtgenote de Croÿ, op de hoek van de Hertogstraat en de Zinnerstraat en maakte er opnieuw een luxueus verblijf van. Het huidige Hôtel Empain. Zo kwam hij in de chicste wijk wonen, op loopafstand van het koninklijk paleis en van de ministeries en het parlement.
Hij werd in 1913 katholiek provinciaal senator voor de provincie Antwerpen en in 1919 werd hij verkozen senator voor het kiesarrondissement Mechelen-Turnhout. Hij nam het jaar daarop ontslag vanwege zijn druk beroepsleven en omdat hij het erg moeilijk had met het Vlaams minimumprogramma dat onderschreven werd door de in democratische zin hervormde katholieke partij.
Ook nog in 1913 nam hij de eigendom in huur van de hertogen van Arenberg in Edingen. In vervanging van een oranjerie en midden een park van 180 ha liet hij een kasteel bouwen naar een ontwerp van architect Alexandre Marcel. In 1926 werden nog twee vleugels bijgebouwd. Ondertussen had hij, na de Eerste Wereldoorlog, de onder sekwester geplaatste eigendom in publieke verkoop aangekocht. Tijdens de Eerste Wereldoorlog was hij zeer actief in de hulpverlening aan naar Frankrijk gevluchte Belgische families.
Binnen de Groep Empain was hij vooral bezig met financiën en bankzaken, met de maatschappijen van openbaar vervoer in België en in het buitenland. Hij was nauw betrokken bij de belangen van de Groep in Egypte en in Congo. Na het overlijden van zijn broer, toen hij dacht een nog grotere rol in de familieondernemingen te kunnen spelen, werd hij door zijn twee jonge neven, hoofdaandeelhouders, gekortwiekt en uit de meeste bestuursorganen verwijderd. Verbitterd bracht hij zijn laatste jaren door in zijn kasteel in Edingen.